# Hawker Fury
Hawker Fury Mk II je bilo britansko lovsko letalo, ki je bilo uporabljeno med drugo svetovno vojno večinoma kot letalo za šolanje novih pilotov. Na začetku druge svetovne vojne ga je v bojnih enotah nadomestil Hawker Hurricane.

## Uporabniki
- Kraljevina Jugoslavija  (10)
- Združeno kraljestvo (98)